# 孤烟暮蝉
舒畅，网名孤烟暮蝉，曾任广东省惠东县总工会女工部部长（非编制），由广东省互联网业联合会聘任2021年广东网络文明宣传大使、微博博主。

## 言论
舒畅在微博的言论立场为支持中国政府，对西方则持强硬批评态度。
2014年3月，在大众网发表时评《你是一个中国人》，被光明日报、人民网、中国网、中国青年网、环球网等各大官媒转载。
2016年9月，参加由中央军委政治工作部和中央网信办联合举办的“我们的长征在路上”网络名人进军营第二季活动。
2017年5月，参加由全国妇联与中央网信办联合举办的2017年度“争做巾帼好网民”主题活动启动仪式。网络名人代表苏芩、舒畅分享了用正面声音传递良好价值观、传播正能量的故事。
2018年5月，国家网信办转发“孤烟暮蝉”实评《我们需要改变 我们参与改变》，舒畅表示“通过说好中国政策，讲好中国故事，用网言网语分析国家未来发展趋势，向网民传递中国为什么强大，从而增强自信心、认同感、自豪感和归属感”、“做好青年网民的引导团结工作一直是我发微博的主要目的”。
2021年7月，在由广东省网信办、文明办合办的2021广东省网络文明宣传季活动上，被聘为广东网络文明宣传大使。她表示，“从2013年开始，我有意识地走向更加专业化的路线，以港台问题分析为突破口，特别针对这几年的‘港独’‘台独’问题，在网络上引导大陆网民、团结港台网友，及时沟通两地信息，打击谣言，揭露真相，取得了一定成绩。在帝吧出征事件中，我力挺青年人为中国发声，为祖国统一发声，向世界发出中国声音。我一直喜欢跟青年人打成一片，或许是因为我曾经是一名共青团干部的原因，做好青年网民的引导团结工作一直是我发微博的主要目的。”，同年12月8日參加广东省委网信办、广东省文明办合办之2021广东网络文明大会。

## 争议
2022年8月，“孤烟暮蝉”在微博上看到“记录者胡新成”呼吁全民免费医疗的博文后，用“腆着脸上来挨打”、“傻B文案”、“你美爹”等词语对其进行了辱骂，随后发生进一步争执，并扬言要起诉对方。胡新成向广东省惠州市惠东县总工会举报了舒畅。。
举报内容除了“孤烟暮蝉”作为“广东省网络文明宣传大使”却在公共网络平台上进行辱骂之外，还包括“国家公职人员违法经商，上班期间开网店、开收费直播、开收费粉丝群，敛取违法暴利，严重影响了全省公务员形象。”以及“每月违法收入巨大，是否存在偷税漏税。”
随后经第三方人士协调，胡新成删除了举报帖子，此后胡新成得知舒畅起诉他侵犯了自己的肖像权，并接到了法院的调解电话。胡新成到惠州县总工会询问对舒畅举报的调查结果时，该单位称舒畅已离职。
2023年4月，“孤烟暮蝉”参与了由中央网信办网络传播局、中央网信办网络社会工作局指导，中国互联网发展基金会主办，观察者网承办的2023中国网络媒体论坛“全员媒体·网上内容建设新力量”平行论坛。